# NGC 4459
NGC 4459 (również PGC 41104 lub UGC 7614) – galaktyka soczewkowata znajdująca się w gwiazdozbiorze Warkocza Bereniki. Została odkryta 14 stycznia 1787 roku przez Williama Herschela. Należy do Gromady w Pannie.